# Gilsfjörður

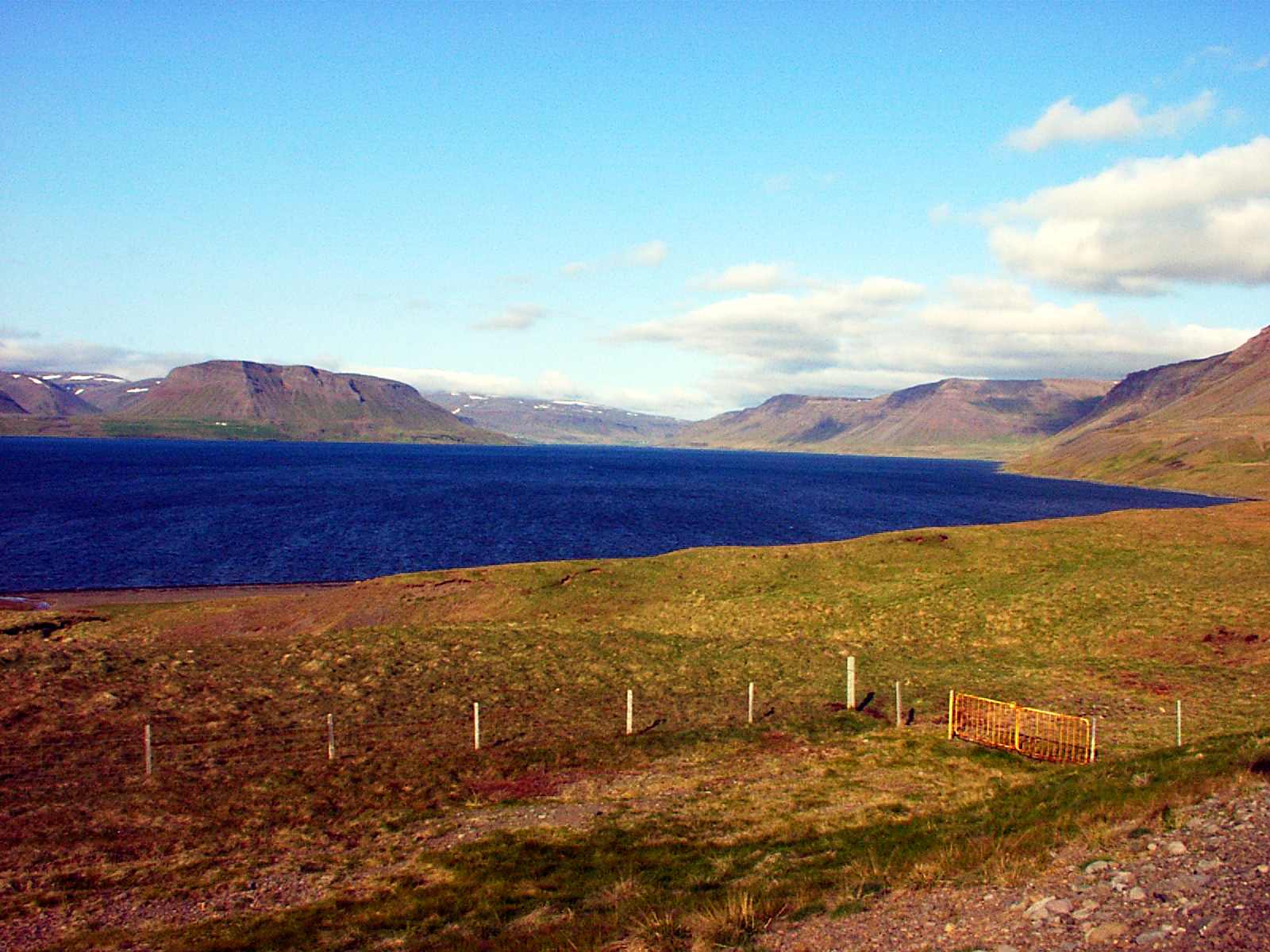
Gilsfjörður

Gilsfjörður är en av de sydligaste fjordarna i regionen Västfjordarna på Island. Det är en utlöpare till Breiðafjörður som går i östlig riktning. Gilsfjörður går tio kilometer inåt land.
Huvudväg nummer 60, Vestfjarðavegur, går över fjorden vid en damm mellan Saurbær och Króksfjarðarnes. Vägförbindelsen öppnades 1997.